# Vrena socken
Vrena socken i Södermanland ingick i Oppunda härad och är sedan 1971 en del av Nyköpings kommun, från 2016 inom Vrena distrikt.
Socknens areal är 20,53 kvadratkilometer, varav 15,67 land. År 1954 fanns här 715 invånare.  Tätorten och kyrkbyn Vrena med sockenkyrkan Vrena kyrka ligger i socknen.  

## Administrativ historik

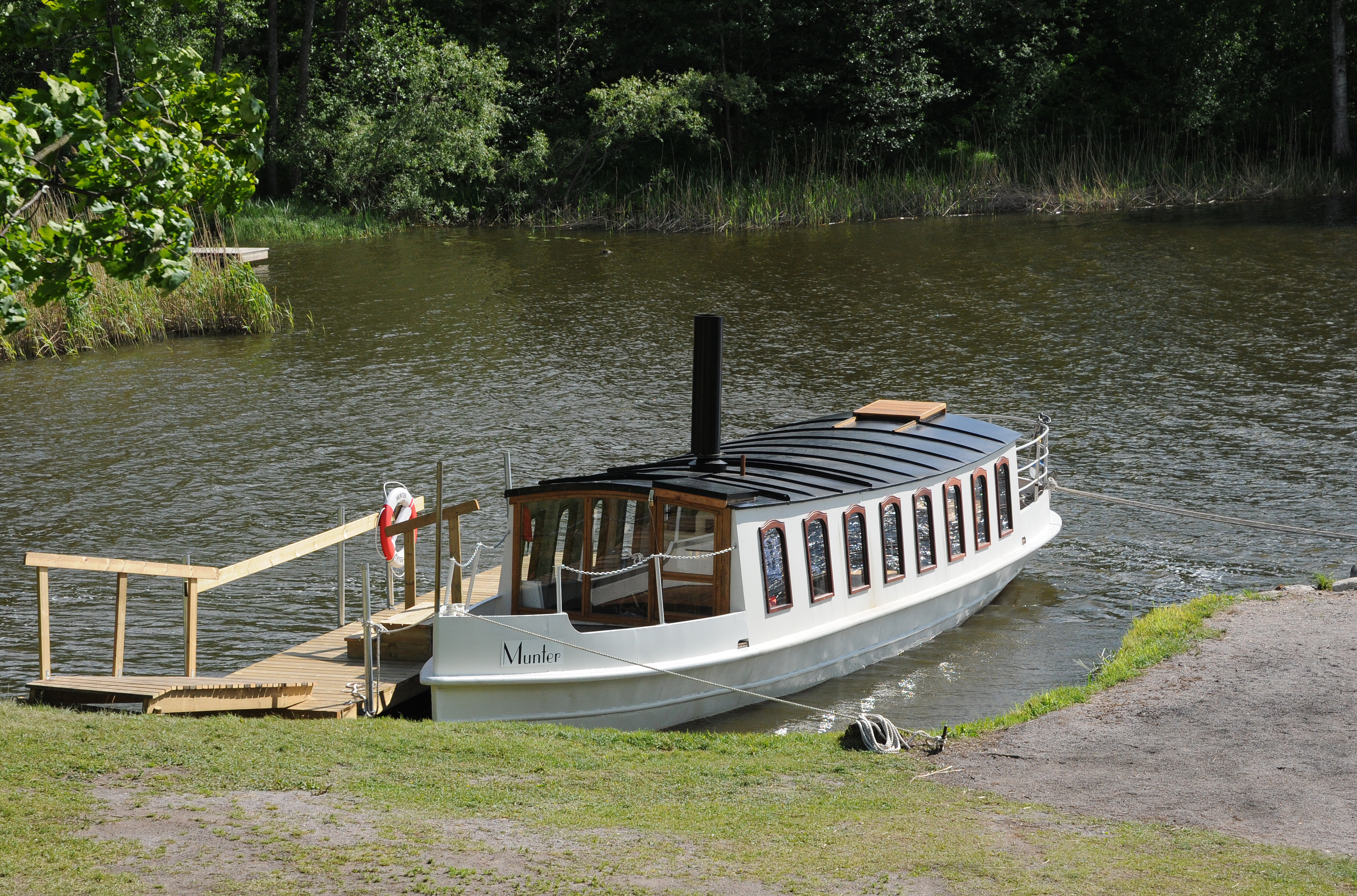
Ångslupen Munter har sin hemmahamn i Vrena.

Vrena socken har medeltida ursprung. 
Vid kommunreformen 1862 övergick socknens ansvar för de kyrkliga frågorna till Vrena församling och för de borgerliga frågorna till Vrena landskommun. Landskommunen inkorporerades 1952 i Bettna landskommun som upplöstes 1971 då denna del uppgick i Nyköpings kommun. Församlingen utökades 1995 och uppgick 2002 i Stigtomta-Vrena församling.
1 januari 2016 inrättades distriktet Vrena, med samma omfattning som Vrena församling hade 1999/2000 och fick 1995, och vari detta sockenområde ingår.
Socknen har tillhört län, fögderier, tingslag och domsagor enligt vad som beskrivs i artikeln Oppunda härad.  De indelta soldaterna tillhörde Södermanlands regemente, Livkompaniet och Livregementets grenadjärkår, Södermanlands kompani.

## Geografi
Vrena socken ligger nordväst om Nyköping nordöst om Yngaren mellan Långhalsen i öster och Hallbosjön i väster. Socknen är en småkuperad odlingsbygd som omväxlar med skogsbygd.

## Fornlämningar

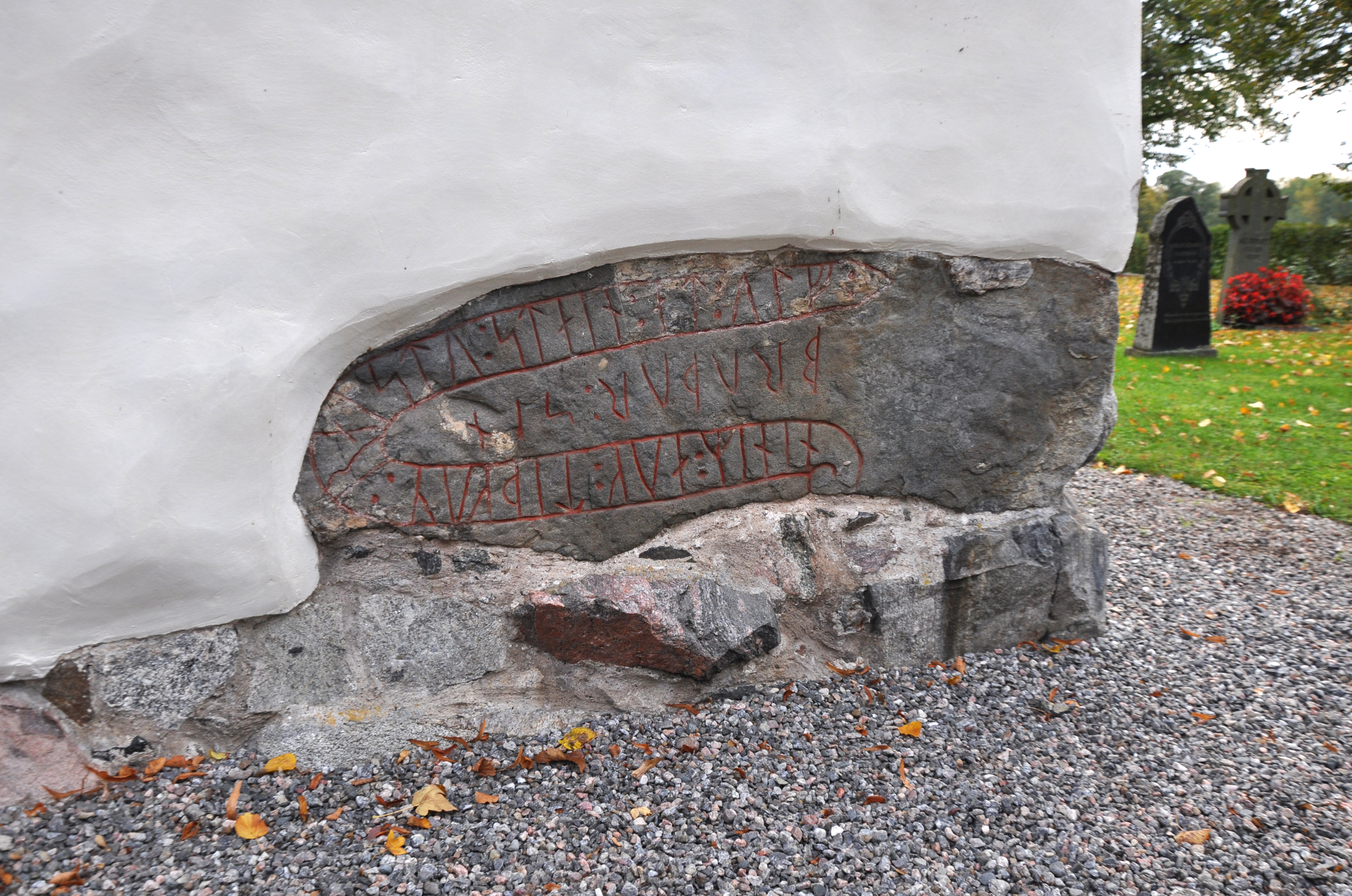
Runstenen Sö 75 inmurad i Vrena kyrka.

Från bronsåldern finns cirka 40 gravrösen. Från järnåldern finns cirka 18 gravfält. En fornborgar och en runristning och en vikingatida mynskatt har påträffats.

## Namnet
Namnet (1338 Wreno) kommer från kyrkbyn som övertagit namnet från Vrenaån. Namnet kan innehålla vrensk, 'motspänstig' och syfta på en ström i ån.